# Ključ
Ključ è un comune della Federazione di Bosnia ed Erzegovina situato nel Cantone dell'Una-Sana con 18.714 abitanti al censimento 2013.
Il territorio del comune è prevalentemente coperto da foreste e percorso dal fiume Sana.

## Storia
Nel comune sono stati trovati insediamenti di epoca precedente a quella romana. Il nome della città è menzionato per la prima volta in un documento ufficiale nel 1322. Fu conquistata dall'Impero ottomano nel 1465.
In seguito agli Accordi di Dayton parte del territorio comunale è entrato a far parte della Repubblica Serba di Bosnia ed Erzegovina costituendo il comune di Ribnik.

## Località
Il comune è formato dall'insieme delle seguenti località:
Biljani Donji, Biljani Gornji, Budelj Gornji, Crljeni, Donje Ratkovo, Donje Sokolovo, Donji Ramići, Donji Vojići, Dubočani, Gornje Ratkovo, Gornji Ramići, Gornji Vojići, Hadžići, Hasići, Hripavci, Humići, Jarice, Kamičak, Kljuc, Kopjenica, Korjenovo, Krasulje, Lanište, Ljubine, Međeđe Brdo, Mijačica, Peći, Pištanica, Prhovo, Prisjeka Donja, Prisjeka Gornja, Sanica Donja, Sanica Gornja, Velagići, Velečevo, Zavolje, Zgon.